# A Doua Republică Franceză
A Doua Republică Franceză (franceză Deuxième République française) a fost regimul politic republican al Franței între 4 noiembrie 1848, data adoptării unei constituții republicane după revoluția din acel an, și 2 decembrie 1852, data proclamării lui Louis-Napoléon Bonaparte ca împărat cu numele de Napoleon al III-lea, după o lovitură de stat a acestuia. A urmat după Monarhia din Iulie și a fost înlocuită de Al Doilea Imperiu, cel al lui Napoleon al III-lea. A Doua Republică se deosebește de celelalte regimuri politice din istoria Franței prin aceea că a durat cel mai puțin și a fost ultimul regim instituit în urma unei revoluții. A fost totodată regimul în care s-a aplicat pentru prima dată în Franța votul universal, deși limitat la bărbați, și în care a fost abolită definitiv sclavia în coloniile franceze.
După o perioadă de tranziție, în care un guvern acceptat de majoritatea populației a luat măsuri sociale cerute de pătura muncitorească a revoluționarilor, regimul s-a stabilizat și a luat o direcție conservatoare, a încercat să limiteze accesul la votul universal abia introdus, i-a eliminat pe socialiști din viața politică și a adoptat o constituție.
Din decembrie 1848, republica l-a avut președinte pe Louis-Napoléon Bonaparte, ales pentru patru ani, cu sprijinul unei grupări numite „partidul ordinii”. Au urmat câțiva ani de politică conservatoare, în care Biserica catolică a fost implicată mai mult în domeniul învățământului și s-a restrâns mult votul universal, pentru a împiedica ajungerea la putere a republicanilor de stânga. Concepțiile sociale ale lui Bonaparte l-au îndepărtat de partidul ordinii care îl făcuse să ajungă la putere, și el a adunat în jurul lui o nouă grupare bonapartistă, în timp ce partidul ordinii spera să aducă la putere, la alegerile din 1852, un președinte monarhist adept al regatului.
Bonaparte, căruia constituția îi interzicea să candideze pentru un nou mandat, a făcut presiuni ca să fie modificată, dar în zadar. De aceea a organizat împreună cu apropiații lui lovitura de stat din 2 decembrie 1851, după care a putut instaura un regim autoritar, aprobat de un referendum. La 14 ianuarie 1852 a fost promulgată o nouă constituție, iar la 2 decembrie 1852, Bonaparte a devenit împărat în urma unui nou referendum, punând capăt regimului republican. Sfârșitul agitat al celei de-a Doua Republici i-a marcat durabil pe politicienii francezi republicani, care vor refuza timp de peste 100 de ani ca președintele republicii să fie ales prin vot universal.

## Instaurarea noii republici

### Criza Monarhiei din Iulie

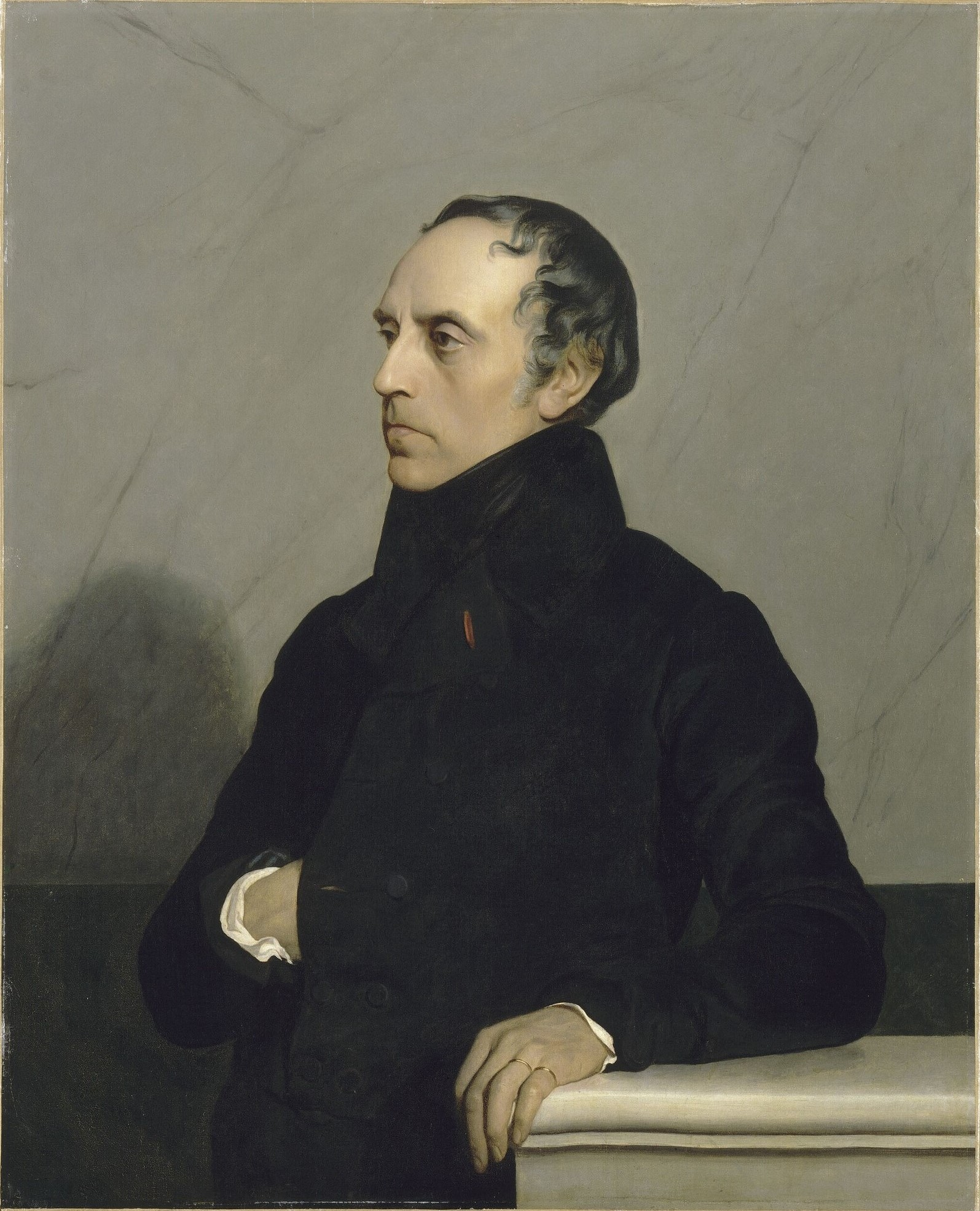
François Guizot

Mijlocul anilor 1840 a fost marcat de o criză economică, socială și politică ce a afectat Monarhia din Iulie și i-a adus sfârșitul. Recoltele slabe din 1845 și 1846, precum și insuficiența mijloacelor de transport pentru a duce ajutoare în regiunile afectate, au cauzat o criză economică marcată de creșterea prețurilor alimentare. Aceasta a dus la mizerie și răscoale, ca cea din ianuarie 1847, din Buzançais, care s-au soldat cu trei condamnări la moarte. Această criză a cumulat aspecte vechi și noi. A fost în același timp ultima criză de subzistență din Franța, dar și prima adevărată criză capitalistă de supraproducție.
Criza a fost mai întâi agricolă, dar s-a răspândit și în alte sectoare. Exodul populației de la țară a sporit. În plus, sătenii (75% din populație) și-au redus consumul de produse meșteșugărești și industriale. Acest sector, care se dezvoltase mult din 1840, a fost și el zguduit de o criză economică. Criza economică și monetară a provocat falimentul unor întreprinderi, mai ales în domeniul metalurgiei și cel al construcțiilor de căi ferate, rezultând la sfârșitul lui 1847 aproape 700.000 de muncitori în șomaj. Climatul de criză a făcut să scadă natalitatea, să crească mortalitatea, și a creat un puternic sentiment de teamă socială. Lipsa încrederii în viitor a defavorizat ieșirea din criză și multe victime ale ei au căutat vinovați de situația lor îndreptându-se împotriva unei puteri deja slăbite, care se arăta incapabilă să găsească soluții.

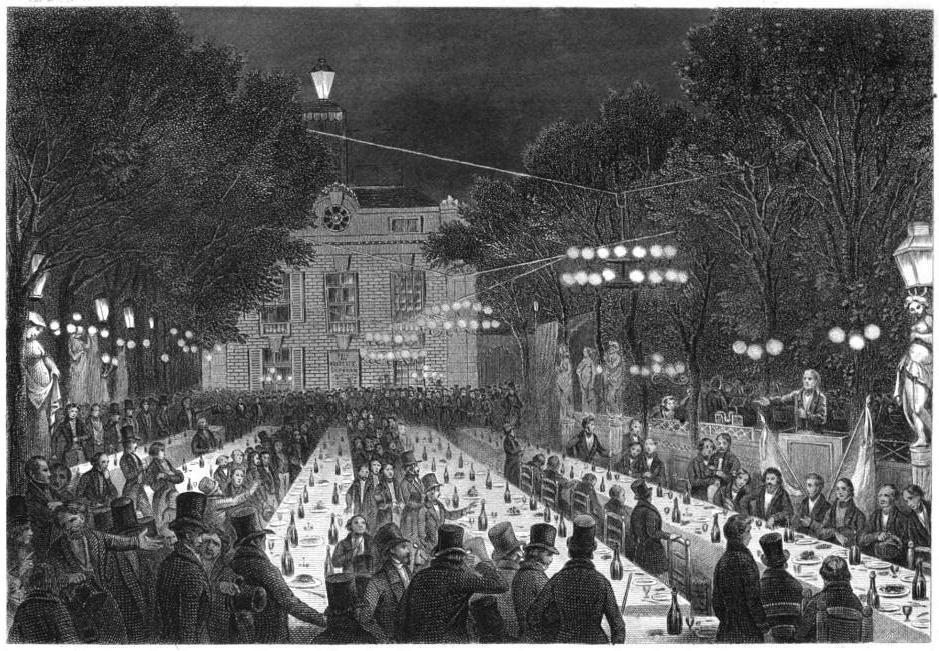
Banchetul din cartierul parizian, din 9 iulie 1847

Regimul era afectat și de o criză mai veche. Diverse scandaluri care implicau notabilități cu inflență locală sau națională au ruinat prestigiul lor în ochii micii burghezii și legitimitatea le era pusă la îndoială. La aceasta se adăuga dezbaterea tot mai intensă despre reforma electorală. În 1848, în țară erau numai 241.000 de alegători față de 35,5 milioane de locuitori. Un număr tot mai mare de doritori să fie alegători, mai ales din mica burghezie, așteptau să se diminueze din nou censul (adică cuantumul impozitului anual plătit care dădea dreptul de a fi alegător, respectiv ales), după ce fusese diminuat în 1831 la 200 de franci, respectiv 500 de franci, să se accepte mai multe categorii de meseriași care să aibă drept de vot fără cens și să se interzică funcționarilor publici să aibă mandat legislativ. Opoziția spera ca astfel să se dubleze numărul de alegători și să se reducă puterea lui François Guizot, șeful guvernului din 1840. Acesta obținuse din nou o majoritate importantă la alegerile din 1846. În 1847, această majoritate a refuzat diminuarea censului de la 200 la 100 de franci, ceea ce a dus la un blocaj inevitabil.

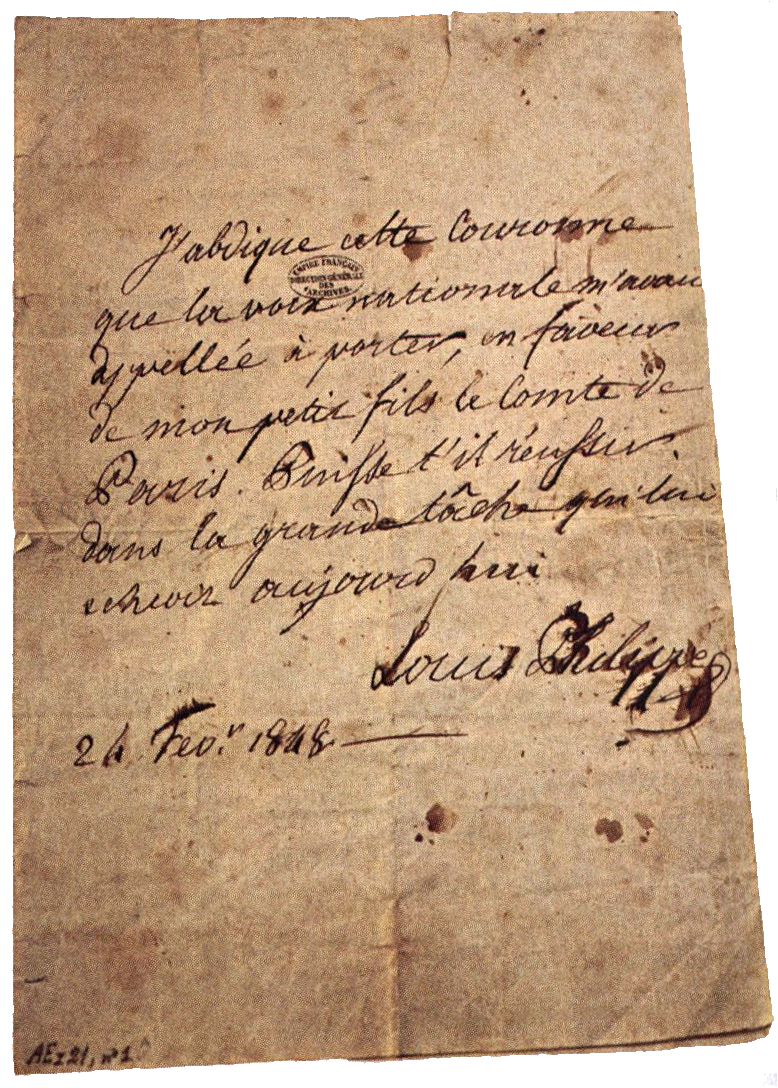
Actul de abdicare din 24 februarie 1848 al regelui Ludovic-Filip

Conștienți de necesitatea unei reforme ca să ajungă la putere, și de imposibilitatea acesteia cu majoritatea de atunci, monarhiștii din așa numita „opoziție dinastică” au organizat peste tot o vastă campanie numită „a banchetelor” prin care, ocolind interzicerea adunărilor publice, au încercat prin apelul la opinia publică să-l convingă pe Guizot să lărgească dreptul de vot. Primul banchet a avut loc la Paris în cartierul Château Rouge⁠(d), la 9 iulie 1847, cu 1.200 de persoane, printre care 85 de deputați. Au urmat altele în provincie, multe conduse de opozanți renumiți. Participanții la banchete țineau toasturi cu conținut politic, de exemplu „pentru sfârșitul corupției” sau „pentru îmbunătățirea soartei claselor lucrătoare”. Totuși, în ciuda acestei mobilizări considerabile, care l-a determinat pe un conservator să propună în Camera Deputaților și lui Guizot să adopte reforme moderate, șeful guvernului nu a acceptat.

### Revoluția de la 1848

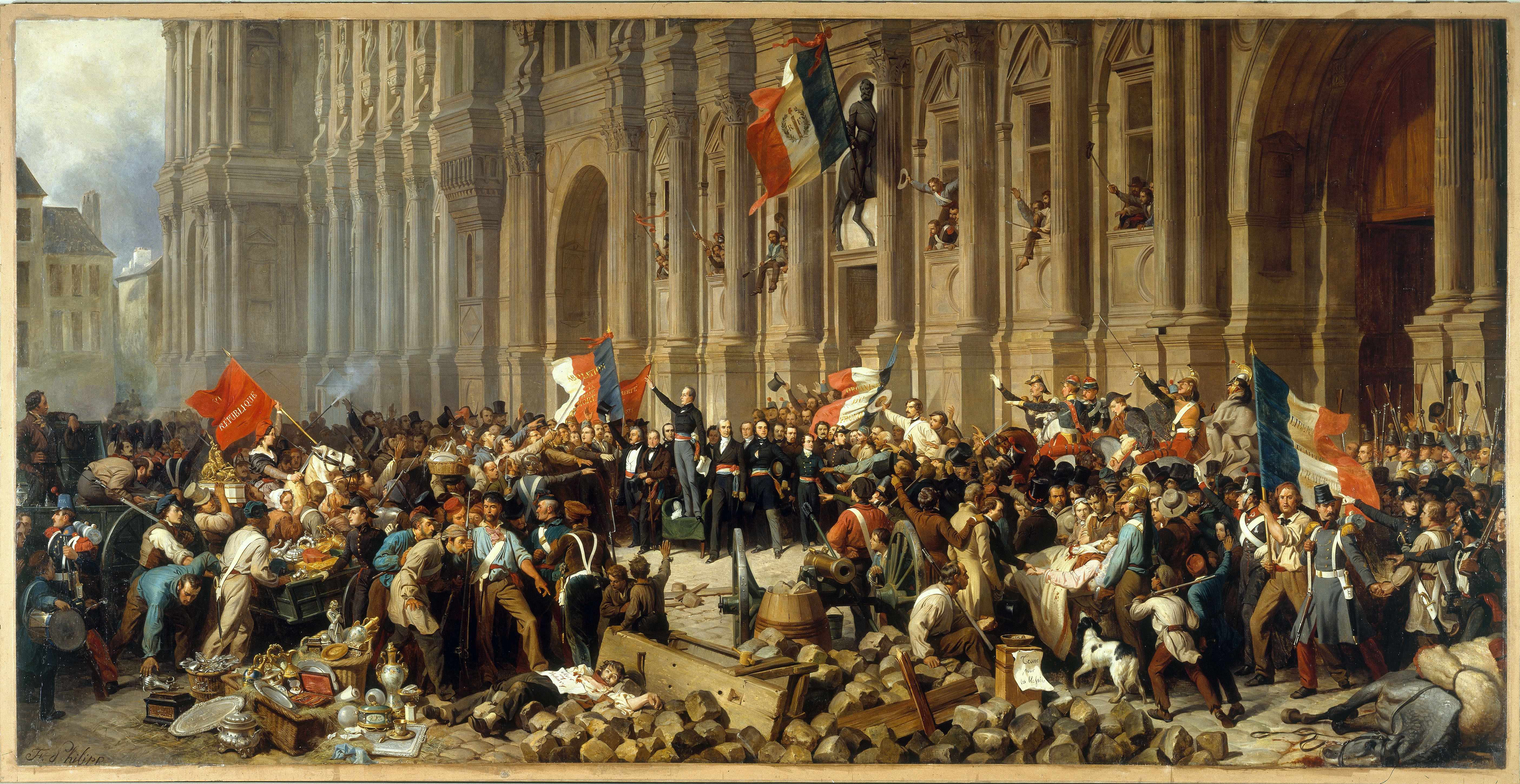
Alphonse de Lamartine refuzând steagul roșu în fața primăriei Parisului, la 26 februarie 1848

În condițiile refuzului lui Guizot de a accepta reforme, opoziția a hotărât să organizeze un mare banchet la Paris, în februarie 1848, într-un cartier popular. Teama că acest banchet ar putea genera o insurecție i-a făcut pe șefii opoziției dinastice, precum Odilon Barrot⁠(d), să dea înapoi, dar era prea târziu. Ca să limiteze riscul, banchetul urma să fie mutat în cartierul Champs-Élysées⁠(d) și amânat de pe duminică 20, pe marți 22 februarie, dar venirea oamenilor din popor în stradă era inevitabilă. Banchetul a fost interzis oficial, dar a rezultat o manifestație. La 23 februarie au fost ridicate baricade și menținerea lui Guizot în fruntea guvernului părea să fie un obstacol pentru liniștirea spiritelor. În plus, Garda Națională, cu sarcina de a menține ordinea, nu-i era favorabilă lui Guizot. Acesta a demisionat în aceeași zi, dar totuși s-a petrecut o dramă. Seara, un grup de manifestanți au venit în fața clădirii Ministerului Afacerilor Externe ca să-și exprime bucuria pentru demisia lui Guizot, dar soldații dintr-un post de gardă au tras în ei și 16 manifestanți au fost uciși.

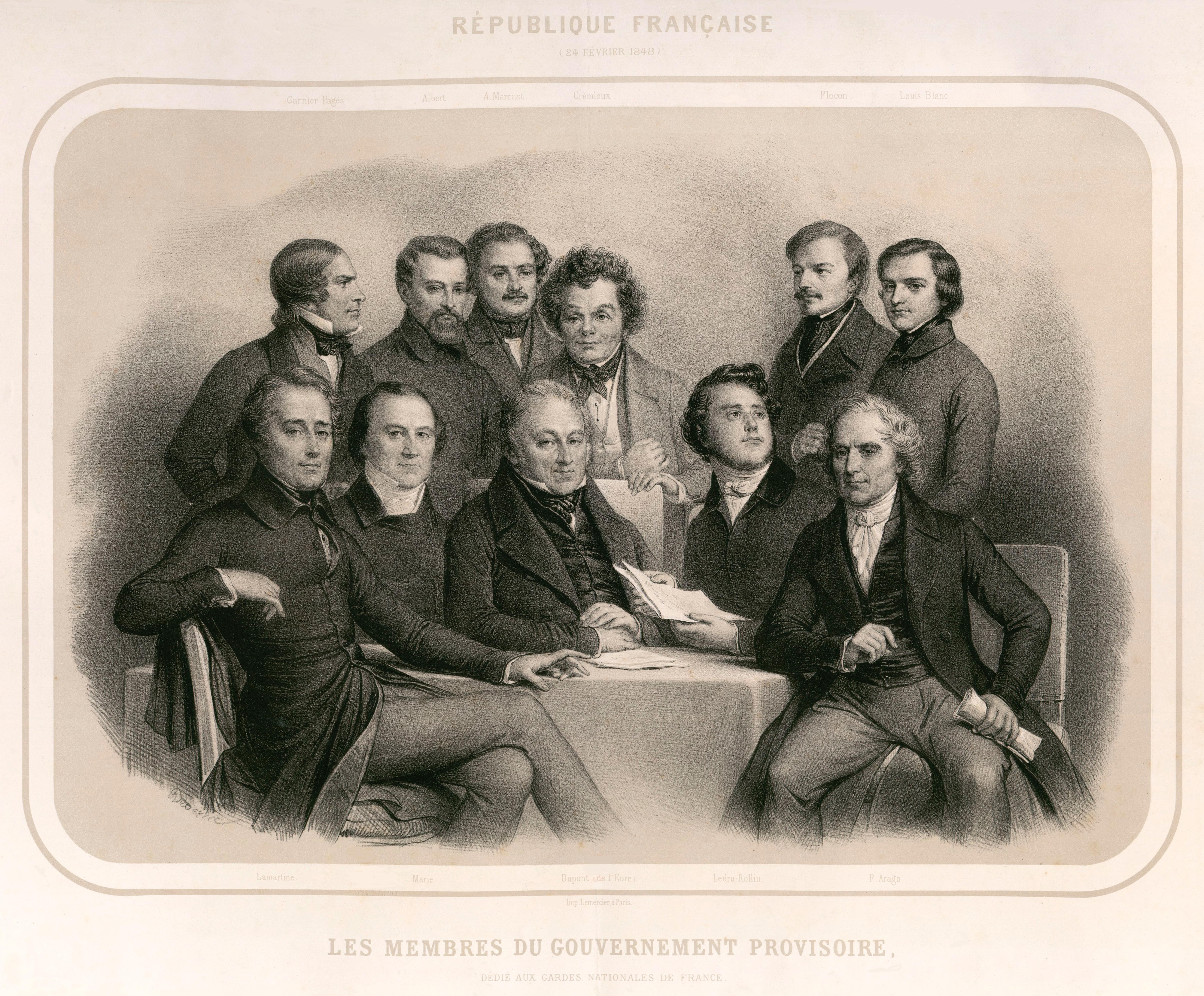
Membrii guvernului provizoriu din 1848

Regele Ludovic-Filip a făcut câteva încercări de a împiedica revolta. Într-o perioadă de două ore a numit la șefia guvernului doi dintre prim-miniștrii mai vechi, Mathieu Molé⁠(d) și Adolphe Thiers, ceea ce nu i-a satisfăcut pe manifestanți, apoi a făcut apel la Odilon Barrot, unul din șefii opoziției dinastice, dar nici acesta nu a putut restabili situația. La 24 februarie, manifestanții deveniți insurgenți s-au îndreptat către palatul Tuileries, și regele deja bătrân a abdicat în favoarea nepotului său, Ludovic-Filip, Conte de Paris, în vârstă de nouă ani, după care s-a refugiat în Anglia. În urma acestor evenimente, Camera Deputaților s-a dizolvat.
Liderii republicani au trecut în fruntea insurgenților. Noul rege fiind prea tânăr, trebuia să se instaureze o regență, la care s-a angajat ducesa Helen de Mecklenburg-Schwerin. Având concepții liberale, aceasta a vrut să fie investită de deputați și s-a dus la Cameră, care era deja ocupată de insurgenți. Nehotărâții între monarhie și republică cei mai influenți, precum Alphonse de Lamartine, care ar fi putut face ca regimul să dăinuie, au înclinat până la urmă către revoluție, deci către republică, și au început să formeze un guvern provizoriu. În paralel, la primăria Parisului aveau loc pregătiri asemănătoare, de aceea deputații s-au grăbit acolo. În final, acolo a fost organizat guvernul provizoriu, apoi a fost imediat proclamată republica.

## Istoria celei de-a Doua Republici

### Crearea unui nou sistem

#### Guvernul provizoriu și tentativele sale sociale

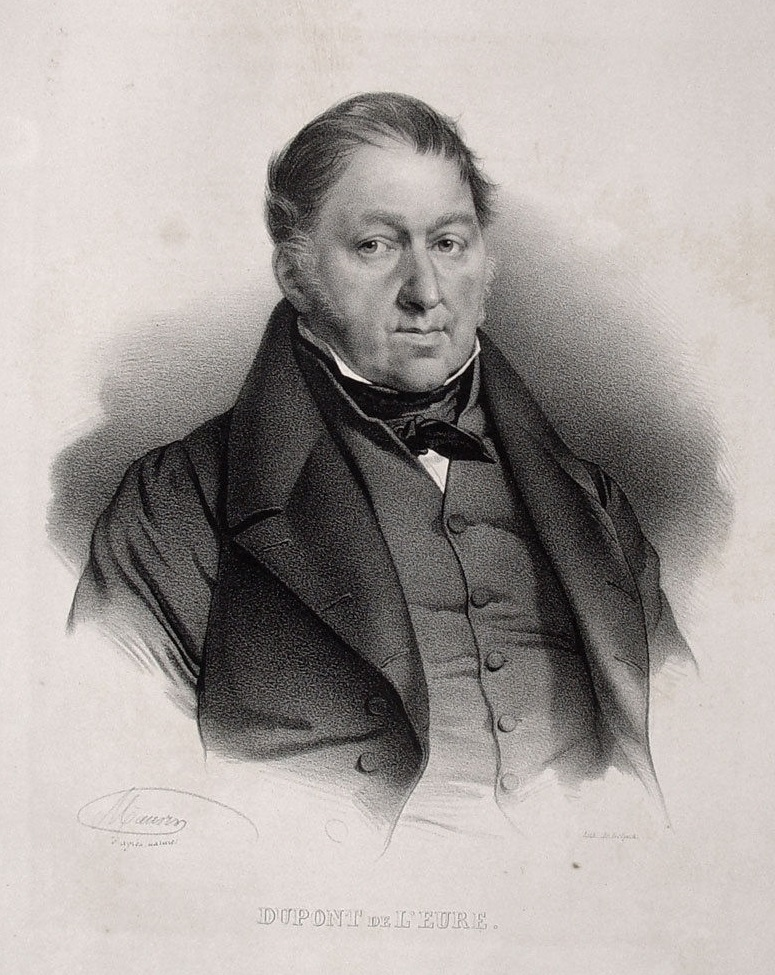
, primul șef de guvern al celei de-a Doua Republici

Guvernul provizoriu cuprindea reprezentanți a două orientări politice. Cea majoritară era a liberalilor nesocialiști, printre care Lamartine și Alexandre Ledru-Rollin. Cealaltă orientare era a socialiștilor. Aceștia se recunoșteau în Ledru-Rollin, dar au cerut o reprezentare mai însemnată a ideilor lor de stânga în guvern. Ca urmare, în guvern au intrat și socialiștii Louis Blanc și Alexandre Martin⁠(d), dar fără funcții ministeriale, ca semn al inegalității dintre cele două orientări. A fost plasat în fruntea guvernului Jacques Charles Dupont de l'Eure⁠(d), reprezentant al primei orientări. Hotărâți să urmeze tradiția Revoluției Franceze, dar nu și a terorii iacobine din timpul ei, reprezentanții republicii, mai ales Lamartine, doreau împăcarea dintre clase, îmbunătățirea condițiilor de viață ale muncitorilor, dar refuzau steagul roșu vrut de mulțime, și voiau să păstreze tricolorul. Acesta provenea de la Revoluția Franceză și fusese reluat în 1830 de Monarhia din Iulie în locul drapelului alb al regatului Bourbonilor restaurat în 1814.
Primele măsuri luate de guvernul provizoriu erau reprezentative pentru opiniile acestuia despre cum ar trebui să fie noul regim. La 25 februarie a instituit votul universal (până în 1944 limitat la bărbați). Pedeapsa cu moartea pentru motive politice a fost abolită, în numele dezavuării terorii iacobine. Au fost puse în aplicare principiile Revoluției Franceze, precum cel al libertății individuale. Astfel, la 27 aprilie s-a pus capăt definitiv sclaviei în coloniile franceze. S-a exprimat dorința ca popoarele să-și poată alege liber destinul și ca republica să susțină mișcările revoluționare din acel an din Europa. Totuși unii, precum Lamartine, recomandau prudența în această chestiune. Ca ministru de externe, el a definit politica Franței ca una de echilibru între principiile ei și măsura forțelor sale. Astfel, noua republică nu s-a angajat în a susține toate aceste mișcări și a renunțat la războaiele de cucerire din timpul Primei Republici.

Drapelul folosit între 24 februarie și 5 martie 1848

Socialiștii și ceilalți republicani radicali doreau ca republica să adopte constituția din 1793, care prevedea pentru prima oară votul universal și o democrație semidirectă, cu concentrarea puterii la legislativ și nu la șeful statului, precum și posibilitatea ca poporul să propună direct candidați pentru guvern și să se pronunțe despre legi.
Ca să satisfacă partea de stânga a eterogenului guvern provizoriu, statul s-a înzestrat cu mijloace de a lupta împotriva șomajului care afecta mulți francezi. S-a găsit un compromis între atelierele cu autogestiunea muncitorilor propuse de Louis Blanc și apărarea proprietății private la care țineau oponenții lui, prin crearea, la 27 februarie, a așa-numitelor „ateliere naționale”. Fiindcă nu au obținut crearea unui minister al muncii, socialiștii au creat așa-numita „comisie de la palatul Luxembourg⁠(d)”, unde discutau sub conducerea lui Blanc și a lui Martin despre o nouă organizare a muncii, în vederea îmbunătățirii soartei claselor populare. Datorită acestei comisii, muncitorii au obținut la 2 martie reducerea zilei de lucru de la 11 la 10 ore la Paris și de 12 la 11 ore în provincie.

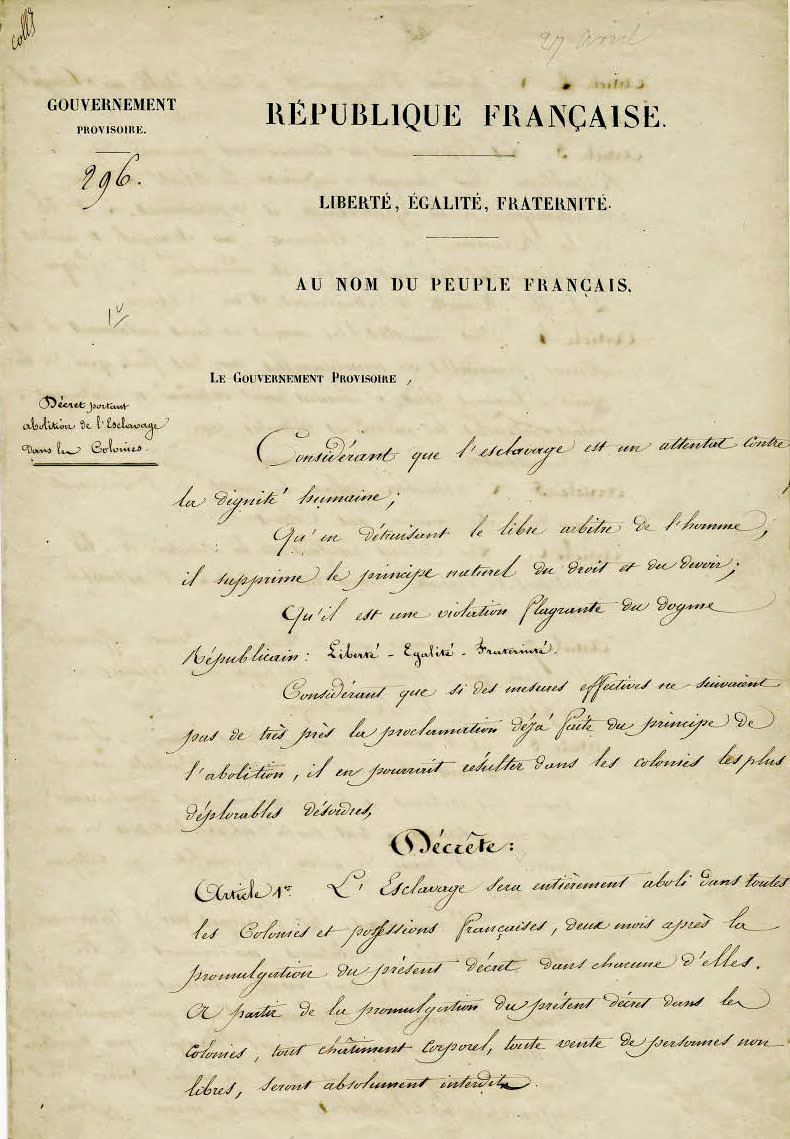
Decretul din 27 aprilie 1848 de abolire a sclaviei

În provincie au fost numiți noi funcționari publici favorabili regimului. Numeroase notabilități legitimiste (adică adepți ai restaurării monarhiei dinainte de Revoluția Franceză și bucuroși de sfârșitul domniei lui Ludovic-Filip), dar și unii orleaniști (adepți ai restaurării monarhiei casei de Orléns, cea a lui Ludovic-Filip) au devenit adepți ai noului regim.
În condițiile dezorganizării de început cauzată de schimbarea de regim, în unele localități au izbucnit tensiuni mai vechi și au avut loc unele răzbunări sub formă de jafuri și distrugeri, înainte ca populația de la orașe să accepte republica.
Țăranii, fiindcă nu profitau de reforme, au rămas distanți față de noul regim.

#### Alegerile din aprilie 1848

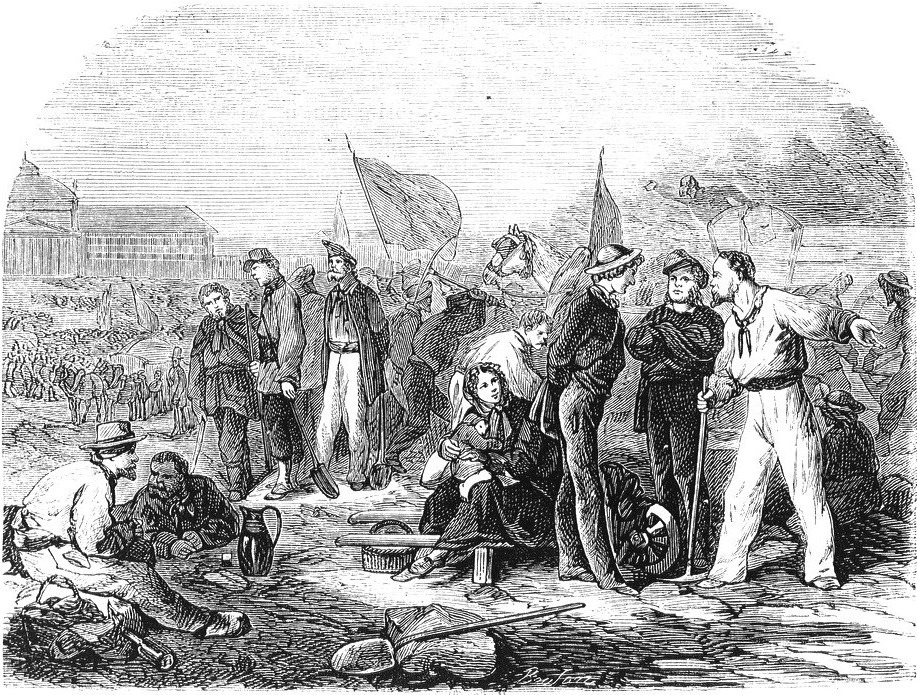
Atelierele naționale din

Timp de câteva săptămâni a domnit entuziasmul larg răspândit pentru republică, iluzia venirii unei ere noi, cea a fraternității universale. Preoții catolici, în general conservatori și monarhiști, binecuvântau „copacii libertății” plantați în multe localități. Situația s-a schimbat pe măsură ce se apropiau alegerile pentru Adunarea Constituantă, care trebuia să pună bazele noului regim politic. Republicanii avansați, conștienți de controlul notabilităților conservatoare asupra sătenilor, se temeau de rezultatele votului universal. Pentru a avea timp să-și desfășoare propaganda în provincie, au cerut, în frunte cu socialistul Auguste Blanqui amânarea alegerilor. S-a acceptat o amânare mai mică decât au cerut, de pe 9 pe 23 aprilie. Dezamăgit, Blanqui a scos muncitori în stradă la 16 aprilie. Au făcut față Gărzii Naționale înaintea primăriei Parisului, dar ziua nu s-a terminat cu vărsare de sânge, și data alegerilor a rămas neschimbată. S-a format un așa-zis „front al ordinii” al conservatorilor, hotărât să se împotrivească revendicărilor muncitorilor.
Republicanii avansați au încercat să limiteze influența monarhiștilor în provincie. La începutul lui martie, reprezentanții lui Ledru-Rollin i-au îndemnat pe provinciali să voteze pentru republicanii care fuseseră fideli ideii de republică și înainte de revoluție. Alegerile au mobilizat 84% din electorat. La țară, alegătorii au trebuit să mărșăluiască mult până la centrele de canton, căci numai acolo se putea vota, uneori în adevărate procesiuni conduse de primarul sau de preotul din sat.

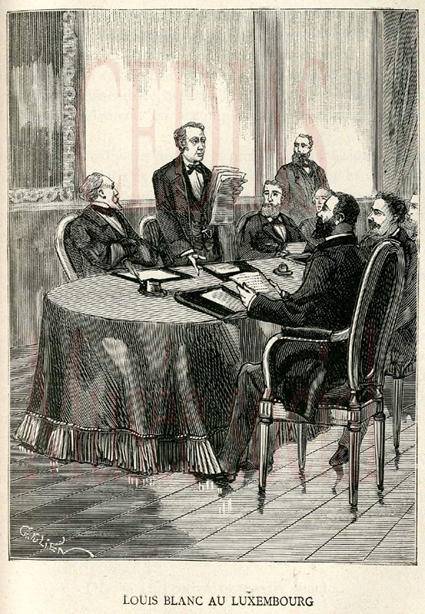
Louis Blanc la comisia din

Adunarea Constituantă cu circa 900 de membri era dominată de republicanii moderați, cu circa 500 de mandate, dar monarhiștii aveau și ei în jur de 200 de deputați. Ei vor forma o grupare numită „partidul ordinii”. Socialiștii ocupau mai puțin de un sfert din adunare, și dintre șefii lor fusese ales numai unul, Armand Barbès⁠(d). Majoritatea membrilor guvernului provizoriu au fost reinvestiți.
De teama închiderii atelierelor naționale odată cu rezultatul modest al socialiștilor la alegeri, a avut loc o revoltă la Rouen, cu prima vărsare de sânge între republicani în noul regim.
La 4 mai 1848, Adunarea Constituantă a proclamat noua republică, această dată devenind simbolic ziua sa de sărbătoare.

#### Comisia executivă și zilele din iunie

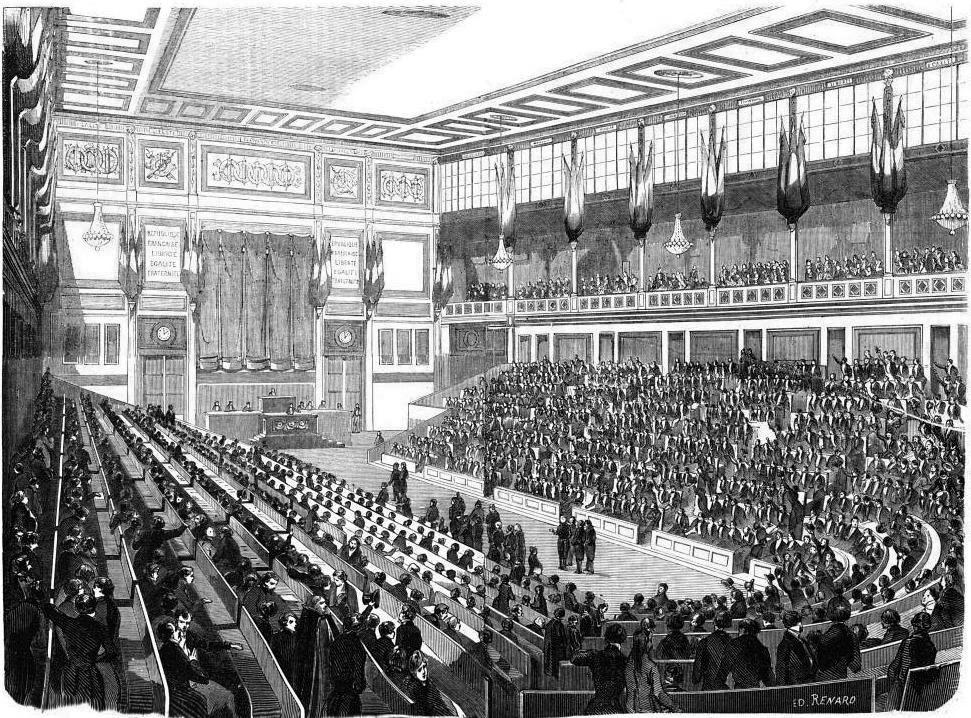
Adunarea Constituantă din 1848

Inspirându-se din Directoratul din timpul Revoluției Franceze, Adunarea Constituantă a creat o comisie executivă din cinci membri republicani moderați, aleși dintre cei ai fostului guvern provizoriu, cu funcție de șefie a statului, prezidată de François Arago. Nu avea și membri socialiști. S-a format și un guvern cu aceeași orientare politică, cu două concesii pentru socialiști. Le-a revenit Ministerul Educației și cel al Agriculturii și Comerțului.
Socialiștii radicali nu erau mulțumiți de regimul prea moderat, după părerea lor, în chestiunile sociale, și aveau alături de ei o parte din păturile populare, mai ales la Paris. La 15 mai 1848 au organizat o manifestație declarată în favoarea insurecției din Polonia, conducătorii mișcării au intrat cu forța în clădirea Adunării Constituante, au încercat să o dizolve și să formeze un nou guvern din conducătorii revoluționari, dar în final au fost arestați. Astfel, mișcarea socialistă a fost decapitată prin acest început al arestărilor pe motive politice.

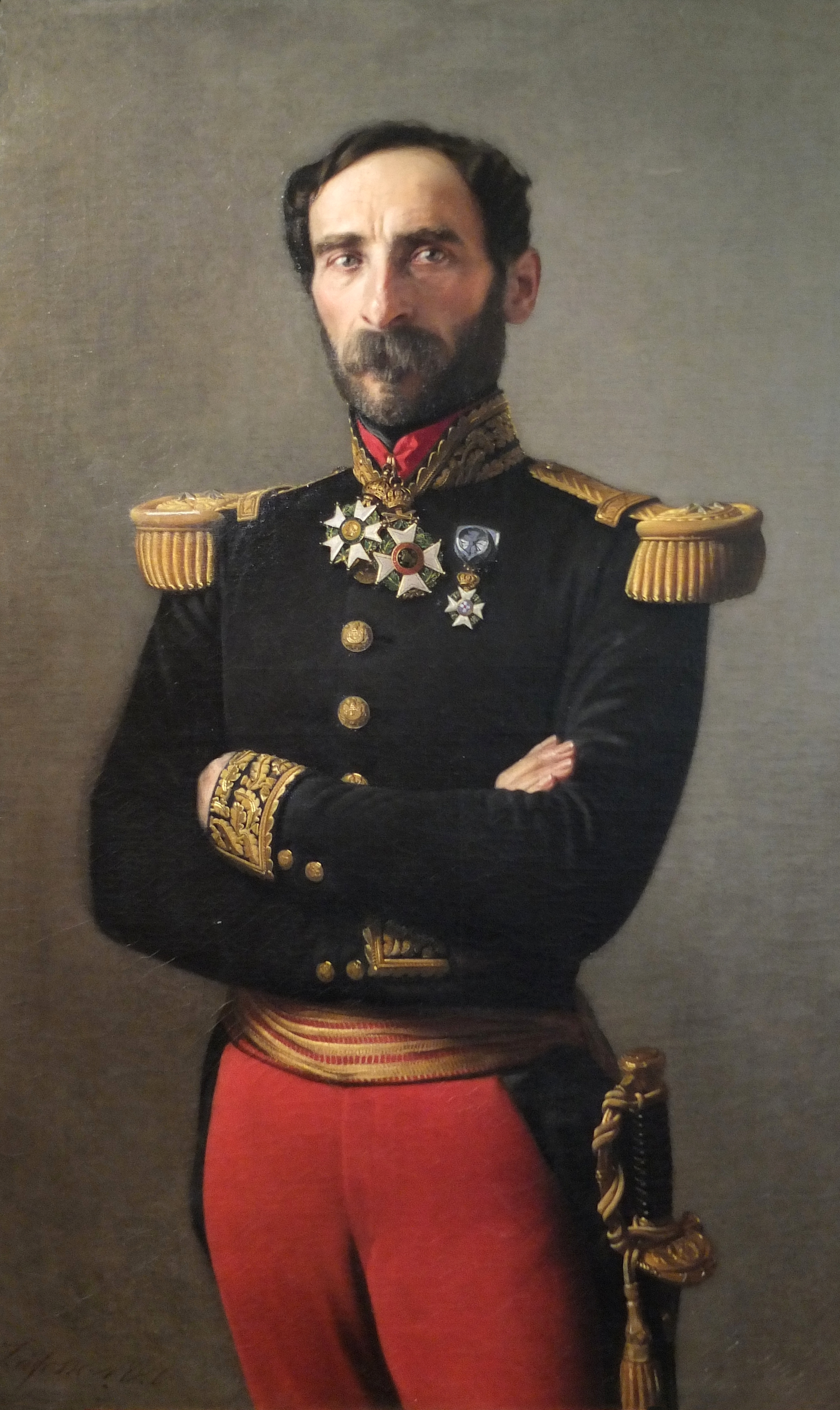

Prin legea electorală din epocă, aceeași persoană putea candida la alegerile legislative în mai multe departamente. Astfel, de pildă Lamarine a fost ales în șaptesprezece. Din această cauză rămăseseră multe locuri libere în Adunarea Constituantă și s-au ținut alegeri complementare la 4 iunie. Atunci a fost ales și scriitorul Victor Hugo și Louis-Napoléon Bonaparte (care a demisionat imediat), precum și mai mulți socialiști. Aceasta reprezenta un pericol pentru guvern, mai ales că ideile socialiste, dar și popularitatea în creștere a lui Bonaparte aveau un ecou puternic în atelierele naționale. Despre acestea, majoritatea din Adunarea Constituantă credea că puteau fi focare de insurecție. Totodată, atelierele erau foarte costisitoare pentru stat, motiv în plus ca majoritatea Adunării să vrea desființarea lor.
La 21 iunie, sub presiunea Adunării, comisia executivă a emis un decret prin care atelierele naționale erau desființate. La 22 iunie, o parte din poporul Parisului s-a revoltat pentru a protesta împotriva acestei măsuri. Adunarea și comisia, incapabile să găsească o soluție, i-au încredințat la 24 iunie toată puterea generalului republican Eugène Cavaignac⁠(d), comandantul armatei. Acesta a reprimat dur revolta cu 50.000 de soldați și 100.000 de membri ai Gărzii Naționale din provincie. „Zilele din iunie”, cum s-au numit cele din 23, 24 și 25, s-au soldat cu moartea a mai multe mii de răsculați și 15.000 de arestați.
În urma evenimentelor, cei cinci din comisia executivă au demisionat și Cavaignac a devenit șeful statului și al guvernului. Burghezia s-a speriat foarte tare de insurecție. Regimul a slăbit și s-a instalat o puternică teamă întărită de zvonuri deseori fără temei despre atrocități comise de răsculați.

### Republica conservatoare

#### Revenirea în forță a taberei conservatoare
Majoritatea Adunării Constituante, în care republicanilor moderați li s-au adăugat monarhiștii, îl sprijinea pe Cavaignac, un republican, dar conservator și autoritar. Cei doi miniștri socialiști și-au pierdut posturile. Guvernul a anulat măsurile sociale luate în primăvara lui 1848, în special limitarea timpului de lucru, și a limitat drastic libertatea de exprimare, prin legea presei și cenzura spectacolelor de teatru. Unii dintre ultimii șefi socialiști încă liberi au fost urmăriți penal, ca Louis Blanc, care s-a exilat.
Eliminarea de la putere a stângii părea să mărească șansele unei republici burgheze și moderate sub egida lui Cavaignac, dar realizarea acesteia a eșuat. În vara lui 1848, alegerile pe localități din 3 iulie și cele pe cantoane din 3 septembrie au reflectat o evoluție a electoratului. Sătenii erau nemulțumiți de scăderea prețurilor cauzată de recolta bună și de mijloacele militare prin care se percepea un impozit excepțional și temporar, numit „impozitul de 45 de centime”. De aceea s-au îndepărtat de republică. Peste 35.000 de primari și viceprimari aleși din 65.000 ocupaseră aceste funcții și în timpul Monarhiei din Iulie. Alegerile legislative din 17 și 18 septembrie au confirmat această evoluție: în 13 departamente, din 17 deputați aleși 15 erau monarhiști.
La 4 noiembrie, Adunarea Constituantă a votat constituția elaborată de o comisie începând cu 17 mai. Aceasta prevedea funcția de președinte al republicii ales pe patru ani prin vot universal și un legislativ numit „Adunare Națională” aleasă pentru trei ani tot prin vot universal, care să voteze legile și să controleze guvernul. Nu s-a prevăzut nimic pentru rezolvarea pașnică a unui posibil conflict durabil între președinte și Adunare. Alegerea președintelui prin vot universal suscita la deputații de stânga teama de revenirea monarhiei. Unii deputați, precum Jules Grévy s-au opus acestei funcții, considerând că puterea executivă trebuia să-i revină numai șefului guvernului, revocabil de către legislativ. Propunerea lor a fost respinsă categoric. Totuși s-a prevăzut ca președintele să nu poată fi reales imediat și s-au introdus dispoziții pentru a împiedica o lovitură de stat din partea lui. Constituția afirma marile valori ale republicii, principiile de libertate, egalitate și fraternitate, și faptul că republica are la bază familia, munca, proprietatea și ordinea publică. Stânga nu a reușit să impună în ea principiul dreptului la muncă.

#### Alegerile prezidențiale din decembrie 1848

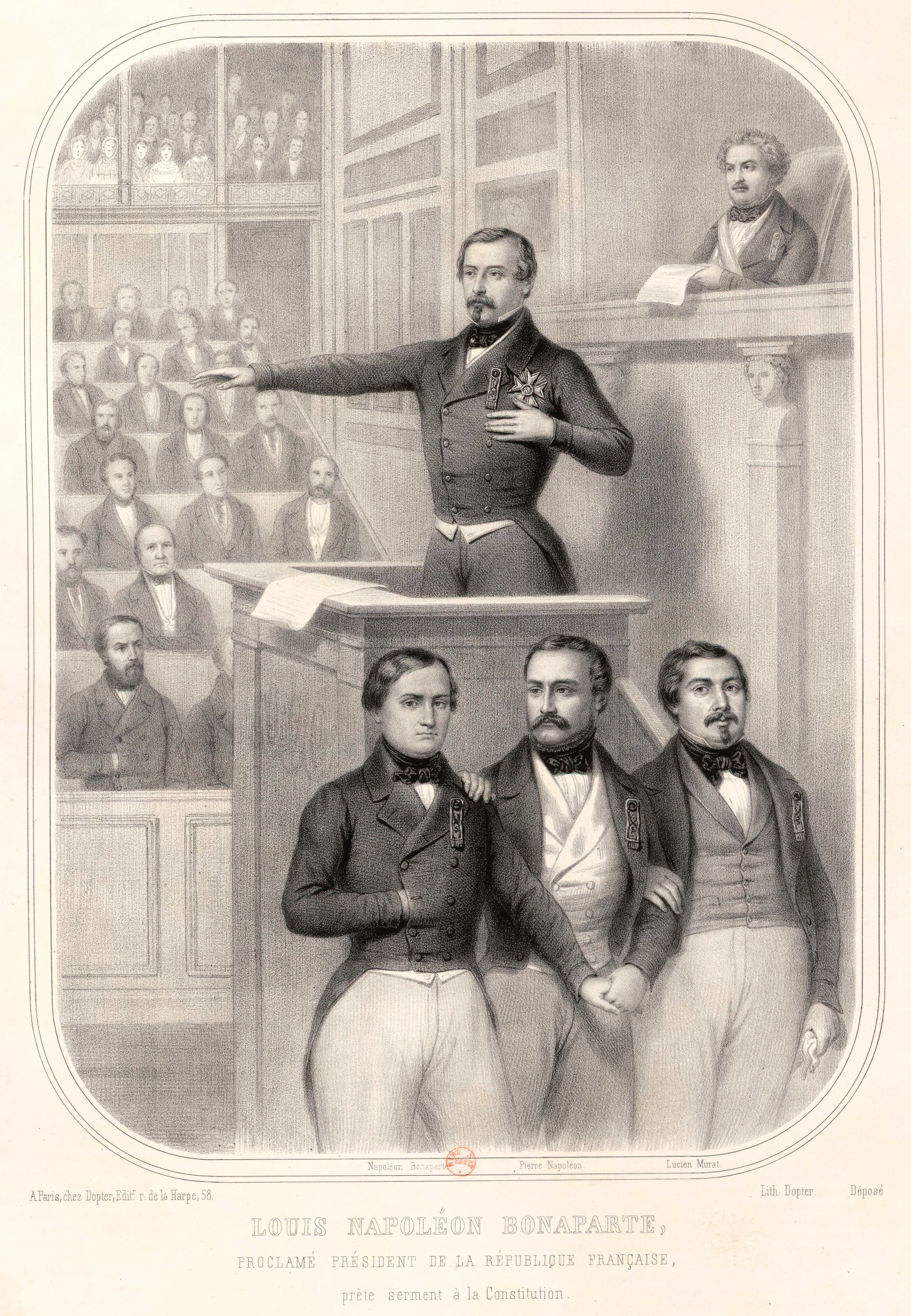
Louis-Napoléon Bonaparte depunând jurământ de președinte în fața Adunării Constituante, la 20 decembrie 1848

Toamna s-au făcut pregătiri pentru alegerile prezidențiale care urmau să aibă loc la 10 decembrie 1848. Republicanii moderați credeau că popularitatea lui Cavaignac îi va asigura alegerea. Îl avea contracandidat principal pe Louis-Napoléon Bonaparte. Între ei s-a pornit o concurență pentru a câștiga de partea lor alegătorii conservatori de dreapta, fie liberali sau catolici clericaliști. Cu acest scop, Cavaignac a introdus în guvern doi orleaniști și a propus să se dea azil papei Pius al IX-lea, nevoit să se refugieze din Roma la 24 noiembrie 1848 din cauza mișcării revoluționare de acolo. Ca urmare a acestor fapte, Cavaignac a pierdut susținerea unei părți din republicanii moderați, în timp ce și stânga i se opunea din cauza evenimentelor din iunie. Nici șefii partidului ordinii nu-l susțineau, ci au trecut de partea lui Bonaparte, despre care Adolphe Thiers credea că va fi ușor de manipulat.
Victoria lui Bonaparte a fost răsunătoare, fiind ales cu 5 milioane de voturi (75%), Cavaignac obținând numai 1,5 milioane. Astfel a devenit evident că Adunarea Constituantă aleasă în aprilie nu mai reprezenta electoratul. Mai ales sătenii au votat în masă pentru Bonaparte, numele lui fiind cel mai cunoscut de ei. Aceste alegeri au constituit intrarea lumii rurale pe scena politică franceză.
La 20 ianuarie 1849, Adunarea Constituantă l-a ales pe vicepreședintele republicii, Henri Boulay de La Meurthe⁠(d). El va ocupa această funcție până la adoptarea unei noi constituții, la 14 ianuarie 1852.

#### Alegerile legislative din 1849
Președintele l-a numit pe Odilon Barrot în fruntea unui guvern de orientare monarhistă, fără niciun republican. Curând, unii prefecți republicani au fost înlocuiți cu alții, care fuseseră prefecți în Monarhia din Iulie sau care erau bonapartiști. Guvernul acționa pentru a slăbi tabăra republicană în vederea alegerilor din 1849, pe care Adunarea Constituantă, cu majoritate republicană, a fost nevoită să le accepte la 29 ianuarie, sub presiune militară, armata fiind mobilizată sub pretextul că este posibilă o răscoală.
Ministrul afacerilor interne Léon Faucher⁠(d) a obținut, la 24 martie, interzicerea cluburilor politice. Exprimarea publică a republicanilor democrat-socialiști grupați în mișcarea numită „solidaritatea republicană” a fost astfel îngreunată. Aceasta devenise singura opoziție importantă față de partidul ordinii, căci cei câțiva republicani moderați nu reușiseră să creeze o facțiune importantă după eșecul lui Cavaignac.
Alegerile au avut loc la 13 mai 1849. Partidul ordinii a ieșit pe primul loc, cu 53% din voturi și 64% din mandate, dar democrat-socialiștii au progresat la 25% din voturi, pe când republicanii moderați au obținut numai 11%. Au apărut în Franța fiefurile, care vor fi durabile, ale stângii. Văzând sporirea însemnată a numărului de săteni care votau pentru ei, democrat-socialiștii aveau speranțe mari privitor la progresul lor în viitor, ceea ce producea teama conservatorilor.

#### Expediția de la Roma
Puterea fiind în mâna partidului ordinii, guvernul acționa în sensul unei politici conservatoare și favorabile Bisericii catolice. Încă înainte de alegeri, la 16 aprilie 1849, Adunarea Constituantă votase pentru o expediție la Roma cu scopul de a ajuta tânăra Republică Romană împotriva încercărilor papei de a-și redobândi puterea seculară, și împotriva austriecilor. S-a votat și un credit de 1.200.000 de franci pentru cheltuielile din primele trei luni ale operației, contra căruia s-au opus socialiștii conduși de Ledru-Rollin. După alegeri, unitatea militară franceză a fost deturnată de la misiunea sa, și în iunie-iulie l-a repus cu forța pe papa Pius al IX-lea în funcția de șef al Statelor Papale.
Unii republicani au fost șocați de faptul că republica franceză ataca altă republică pentru a restaura o monarhie, și liderul socialist Ledru-Rollin a chemat la manifestații pe 13 iunie. Chemarea nu a avut destul ecou la Paris, iar o parte din șefii de stânga au fost arestați, și Ledru-Rollin s-a exilat în Anglia. În schimb au avut loc manifestații în provincie, cea mai importantă la Lyon, unde au fost ridicate baricade. S-au soldat cu zeci de morți și sute de arestări.

#### Crepusculul republicii
Guvernul s-a debarasat de șefii republicani după eșecul manifestației din 13 iunie 1849. 34 de deputați au avut mandatul suspendat, cei mai mulți dintre ei s-au exilat. A fost declarată stare de asediu în departamentele unde avuseseră loc revolte și au fost instituite noi delicte, în special cel de ofensă în presă la adresa președintelui. S-a pornit reprimarea ideilor republicane, ceea ce servea intereselor lui Bonaparte și celor ale partidului ordinii. Ca să evite noi revolte, mai ales la Paris, și urmând curentul catolicismului social, guvernul a aplicat măsuri pentru combaterea mizeriei. Conservatorii au evoluat, recunoscând că statul trebuie să intervină în chestiunile sociale. În acest sens au fost adoptate mai multe legi: la 13 aprilie 1850, o lege privitoare la locuințele insalubre; în luna iulie a aceluiași an – la societățile de ajutor mutual; în februarie 1851 – la ucenicie; la 30 iunie – la casele de economii. Totuși, aceste noutăți au avut un efect limitat, nu au satisfăcut așteptările din 1848, și totodată au creat dispute între deputați.

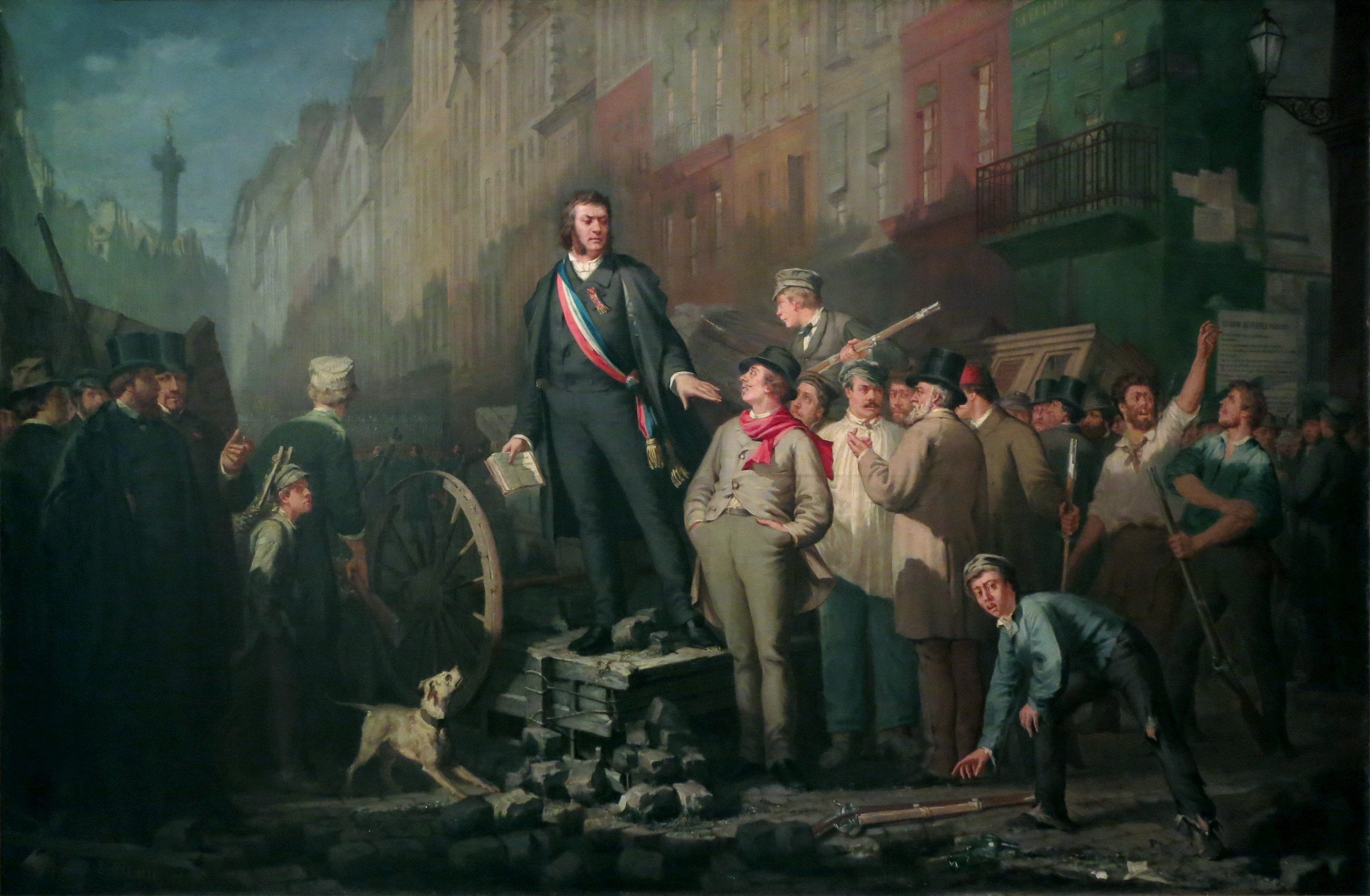
Deputatul vorbind insurgenților

Pe de altă parte, clericaliștii și-au mărit influența în domeniul învățământului. O lege din martie 1850 a acordat un rol mai important bisericii în învățământ și libertate mai mare prefecților în numirea și demiterea învățătorilor. Aceasta a avut drept efect un val de anticlericalism la intelectuali, precum și regresul curentului socialist creștin în fața apărării ordinii în sensul înțeles de partidul ordinii.
Nu exista armonie nici între președinte și majoritatea din Adunarea Națională. La 31 octombrie 1849, președintele a demis guvernul Barrot și a format în locul acestuia unul care depindea mai mult de autoritatea sa. Politica acestui guvern fiind de fapt aceeași ca a celui precedent, partidul ordinii l-a acceptat deocamdată. Republicanii și-au menținut rezistența. În urma alegerilor complementare din 10 martie și 28 aprilie 1850 au reușit să obțină 21 de mandate în locul celor pierdute prin suspendare după revoltele din iunie 1849. Majoritatea parlamentară s-a speriat de revenirea neprevăzută de ea a republicanilor, și a pornit la acțiune.
La 31 mai 1850 a fost votată o lege electorală prin care electoratul a fost redus cu 30% fără a renunța formal la principiul votului universal, ci prin anumite prevederi care îi eliminau pe cei mai săraci, în principal obligația de a fi locuit timp de trei ani în același canton pentru a avea drept de vot. Astfel numărul alegătorilor a scăzut de la 9,6 milioane la 6,8 milioane, și puterea a crezut că pericolul republican radical a trecut definitiv prin apariția a noi perspective pentru alegerile prezidențiale din 1852. O nouă lege, cea din 16 iulie 1850, a redus și mai mult libertatea de exprimare în presă.
Partidul ordinii și-a exprimat tot mai mult dezacordul cu președintele, mai ales în privința ideilor sale sociale. La rândul său, acesta le reproșa conservatorilor mutilarea votului universal. Treptat s-a creat o mișcare grupată în jurul președintelui.

### Sfârșitul regimului

#### Lovitura de stat bonapartistă

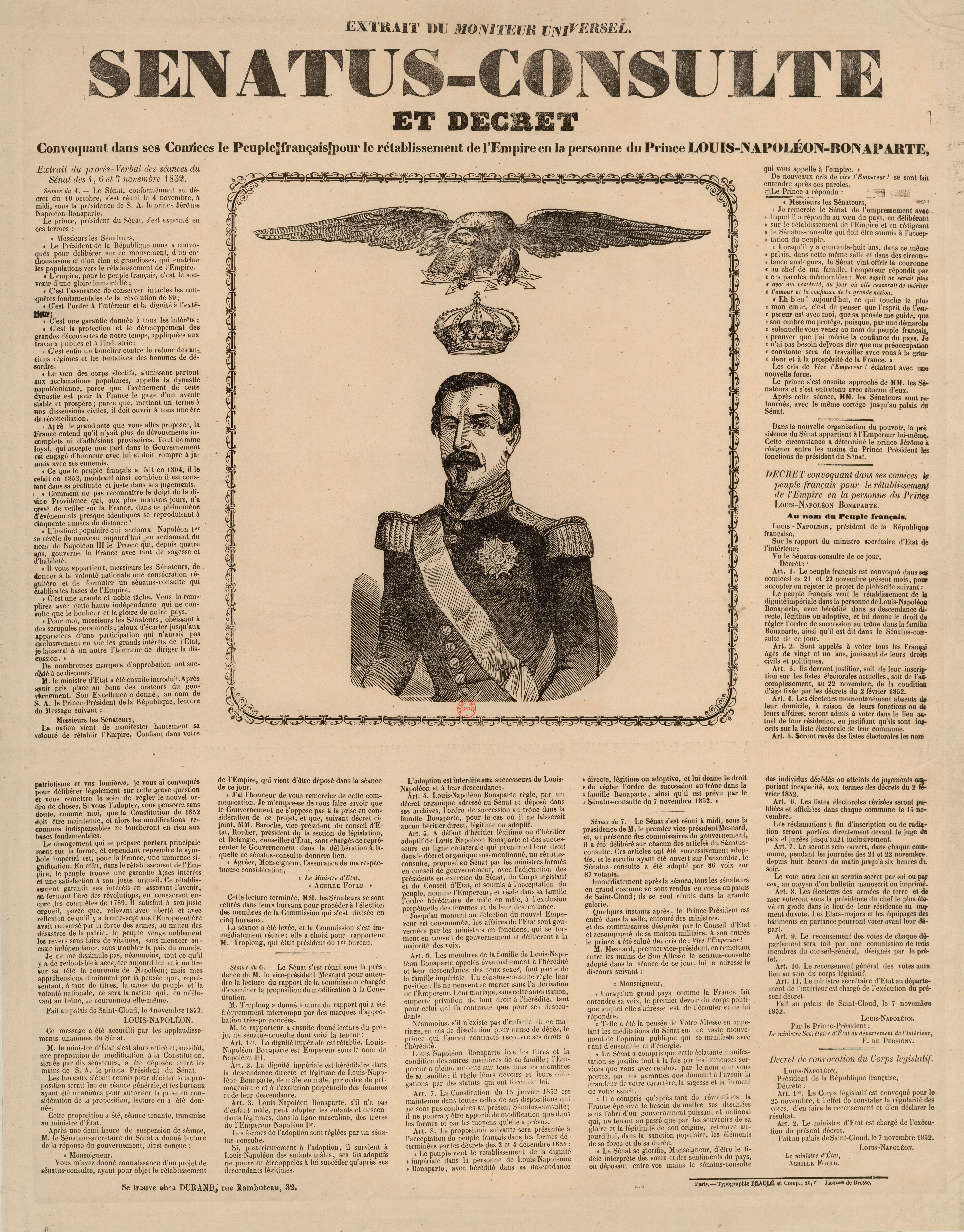
Senatus consultum din 7 noiembrie 1852 publicat în Moniteur universel

După ce a redus opoziția republicană, partidul ordinii a pregătit fuziunea curentelor monarhiste legitimist și orleanist pentru restaurarea unei monarhii constituționale. Moartea în 1850 a fostului rege Ludovic-Filip părea să facă posibilă aceasta. Însă intransigența pretendentului la tron Henri d'Artois și a partizanilor săi legitimiști, mai ales împotriva unei constituții liberale și tricolorului, precum și perspectiva candidaturii probabile a lui Phipippe d'Orléans, moștenitorul fostului rege Ludovic-Filip, susținut de orleaniști, la președinția republicii în 1852, au făcut să eșueze fuziunea. Prin aceasta, poziția lui Bonaparte s-a întărit.
Între timp, președintele a câștigat popularitate în rândul militarilor și a făcut un turneu în provincie, atrăgându-i de partea lui pe republicani prin critici voalate la adresa legii electorale din mai 1850, dar și pe conservatori. Se confrunta doar cu un mare obstacol, anume interdicția constituțională de a candida imediat după primul mandat. În primăvara lui 1851 a lansat prin prefecți o campanie de popularizare a ideii unei modificări a constituției, dar la 19 iulie nu a obținut în Adunarea Națională cele trei sferturi de voturi necesare pentru aceasta. Atunci, cu gândul unei lovituri de stat, și-a plasat partizani în poziții strategice, în primul rând pe Armand Jacques Leroy de Saint-Arnaud⁠(d) la Ministerul de Război. Acesta le-a amintit militarilor din Paris că îi datorează supunere totală, ca urmare o parte din Adunare s-a speriat. Un grup de deputați, în principal orleaniști, au formulat o propunere de lege care amintea armatei că constituția primează asupra oricărui nivel al ierarhiei militare. Totuși, o mare parte din deputații de stânga s-au alăturat bonapartiștilor, votând împotriva acestei propuneri, fiindcă vedeau cel mai mare pericol în orleaniști.
Lovitura de stat a avut loc la 2 decembrie 1851, o dată simbolică, aniversarea încoronării împăratului Napoleon I și a bătăliei de la Austerlitz. Dimineața a fost afișată la Paris o proclamație către armată și una către populație. Aceasta din urmă avea un limbaj demagogic, promițând întoarcerea la votul universal și sfârșitul dezbaterilor interminabile. Sediul Adunării a fost invadat de puciști, Adunarea dizolvată, șefii republicani și orleaniști arestați. 300 de deputați s-au adunat într-o clădire din vecinătate pentru a discuta ce era de făcut și a decreta inculparea lui Bonaparte pentru înaltă trădare, dar 200 dintre ei au fost arestați. Câțiva deputați care au scăpat de arestare, printre care Victor Hugo, au încercat să mobilizeze poporul Parisului, care încă nu a uitat masacrele din iunie 1848 și a rămas pasiv în mare parte. S-au ridicat totuși baricade. Deputatul Jean-Baptiste Baudin⁠(d) a fost ucis pe una din ele, ceea ce a amplificat revolta. Saint-Arnaud a cerut ca oricine participa la construirea sau apărarea unei baricade să fie executat. Au fost trase focuri de armă și pe bulevarde, creându-se o oarecare panică. La 4 decembrie seara, situația s-a calmat în orașul îngrozit.

#### Drumul către imperiu

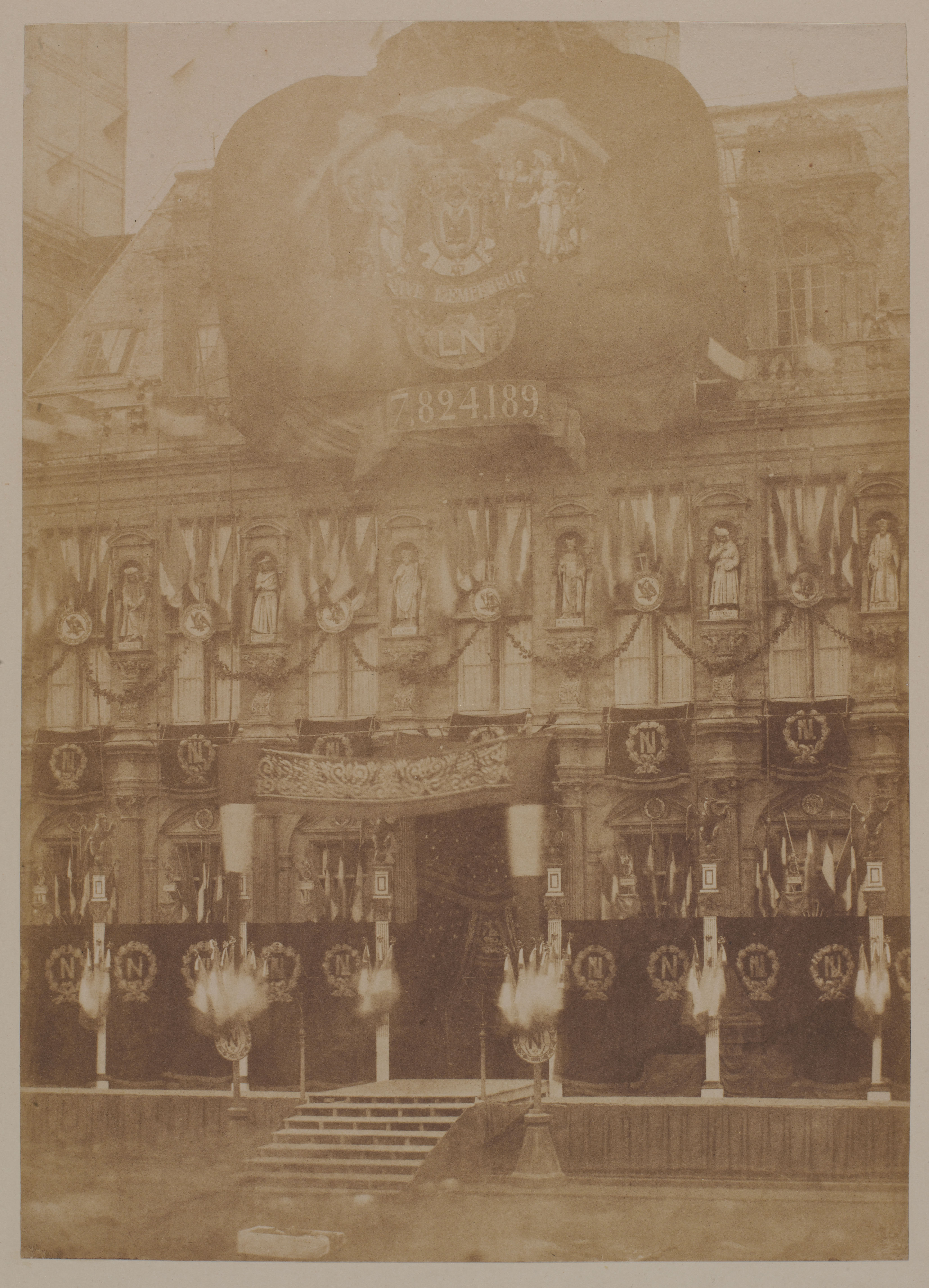
Primăria Parisului pavoazată cu ocazia proclamării imperiului

Deși până atunci schimbările din capitală fuseseră totdeauna urmate de provincie, de data aceasta, în premieră, aici insurecția antibonapartistă nu a încetat, ci a apărut o reală rezistență republicană. În centrul Franței, în sud-vest, în Languedoc și în departamentul Var aceasta a îngrozit notabilitățile prin amploarea ei și în unele locuri a fost vărsare de sânge. Unele orașe și chiar departamente au ajuns sub controlul insurgenților, apoi au fost recucerite. Totuși, majoritatea regiunilor a rămas pasivă și represiunea de amploare a liniștit notabilitățile.
Mulți republicani au fost proscriși, iar multe condamnări împotriva insurgenților au fost dure. Totuși, Bonaparte era jenat de starea de fapt, nedorind ca regimul lui să se nască într-o baie de sânge, de aceea a pronunțat o serie de grațieri. În ciuda acestui fapt, mare parte din intelectuali s-au înstrăinat de el și mulți au emigrat atunci când a devenit obligatoriu un jurământ de fidelitate lui Bonaparte pentru a ocupa anumite funcții.
După restabilirea votului universal în forma de dinainte de 31 mai 1850, la 21 și 22 decembrie 1851 s-a ținut un referendum pentru validarea schimbării de regim. Aceasta a fost aprobată cu 7,5 milioane de voturi pentru, față de 640.000 contra și 1,5 milion de abțineri. Cele câteva orașe în care voturile contra au fost majoritare nu se revoltaseră, în schimb în cele revoltate, înfricoșate de represiuni, nu s-a votat majoritar contra.
În urma referendumului, Bonaparte a impus o nouă constituție, adoptată la 14 ianuarie 1852. Aceasta prevedea că el va rămâne președintele republicii timp de 10 ani. Parlamentul era împărțit în două camere, Corpul Legislativ și Senatul. Senatorii erau numiți pe viață de către președinte, având rolul de a controla legile în raport cu constituția și cu unele principii fundamentale, fiind singurul care putea propune schimbări în constituție. Corpul Legislativ era ales prin vot universal. Nu putea să propună, nici să modifice legi. Unii candidați la mandate de deputați erau oficiali, adică propuși și susținuți de guvern, ca să fie garantat un legislativ docil. Totodată, libertatea presei era limitată. Nu exista oficial cenzură, dar regimul trimitea avertismente când unele articole nu îi erau pe plac, și în urma acestora, ziarele erau uneori interzise. Astfel, acestea erau nevoite să se autocenzureze.
La 29 februarie și 14 martie 1852 s-au ținut alegeri pentru Corpul Legislativ. Din cei 261 de aleși, majoritatea covârșitoare fuseseră candidați oficiali. Numai opt au fost din opoziție: cinci monarhiști legitimiști și trei republicani. De altfel, aceștia din urmă, refuzând să depună jurământ, nu au intrat în funcție.
În octombrie 1852, Bonaparte a făcut un turneu oficial în provincie și s-a pronunțat pentru regimul imperial ca unul al păcii. S-a răspândit știrea unei noi schimbări de regim și la 7 noiembrie, aceasta fost propusă printr-un așa-numit senatus consultum.
La 20 noiembrie a avut loc un nou referendum, prin care această propunere a fost aprobată cu 7.824.000 de voturi pentru, față de 253.000 contra. În urma referendumului, la 2 decembrie 1852, Bonaparte a fost proclamat împărat ca Napoleon al III-lea, la exact un an după lovitura de stat, în mod mai simbolic, la exact 48 de ani după încoronarea lui Napleon I.